# Hassasna (Aim Temuchente)
Hassasna (em árabe: الحساسنة) é um município localizado na província de Aïn Témouchent, no noroeste da Argélia. Em 2010, sua população era de 4 184 habitantes.